# Hamm (Noordrijn-Westfalen)
Hamm is een kreisfreie Stadt in de Duitse deelstaat Noordrijn-Westfalen. Het ligt aan het Datteln-Hammkanaal (DHK) en aan de Lippe in de noordoosthoek van het Ruhrgebied en dicht bij het Münsterland. De stad telt 178.967 inwoners (31 december 2020) op een oppervlakte van 226,43 km². Op 31 december 2020 had 17,36% van de inwoners een niet-Duits staatsburgerschap (31.070 niet-Duitsers) en hadden 175 inwoners het Nederlandse staatsburgerschap

## Geschiedenis
De stad werd gesticht in 1226 door graaf Adolf I van der Mark. De naam Hamm betekent bocht in het oud Plattdüütsch. De naam komt waarschijnlijk van de locatie van Hamm in de bocht van de Lippe waar de Ahse uitstroomt. In 1469 werd deze stad lid van het Hanzeverbond. Het was toen een van de machtigste steden in de regio, terwijl de huidige steden in het Ruhrgebied toen kleine dorpen waren. In de 19e eeuw werd, net zoals in de rest van het Ruhrgebied, steenkoolwinning en staalproductie belangrijk.
In 1908 voltrok zich een mijnramp. Honderden mijnwerkers kwamen om bij een brand in de mijnen, die vol water gepompt werden. Prins Eitel Fritz, tweede zoon van Keizer Wilhelm, bezocht het rampgebied.
Tijdens de Ruhropstand in 1920 vond op 2 april te Pelkum een bloedig gevecht plaats tussen leden van het Rode Roerleger en de regeringstroepen, de Reichswehr. De laatsten behaalden de overwinning. Ter plaatse is een gedenkteken voor de gesneuvelden aanwezig.
Er zijn slechts een paar oude gebouwen in Hamm. Er is veel verloren gegaan tijdens luchtbombardementen in de Tweede Wereldoorlog.

## Bestuurlijke indeling

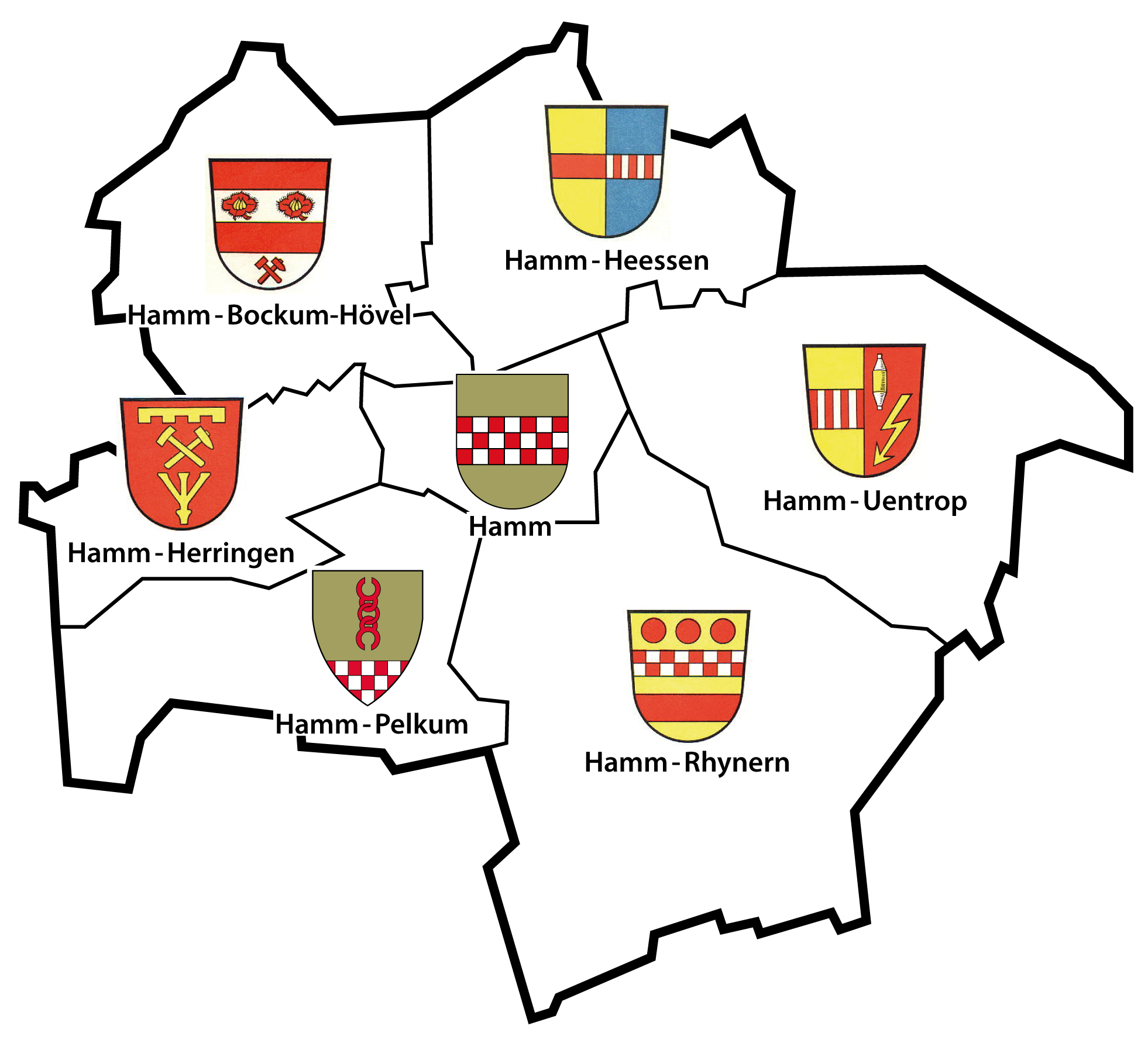
Situering en wapens der 7 stadsdistricten

Het stadsdistrict is als volgt opgedeeld:
1. Hamm-Mitte: City, Innenstadt-Süd, Innenstadt-Ost, Süden östlich Werler Straße, Süden westlich Werler Straße, Westen, nördlich Lange Straße, Westen südlich Lange Straße, Bahnhof einschließlich Ortsgüterbahnhof
2. Hamm-Uentrop: Kurpark, Mark, Braam, Werries, Geithe, Ostwennemar, Norddinker, Vöckinghausen, Frielinghausen, Uentrop Ortskern
3. Hamm-Rhynern: Berge, Westtünnen westlich Heideweg, Westtünnen östlich Heideweg, Rhynern Ortskern, Osttünnen, Freiske, Wambeln
4. Hamm-Pelkum: Wiescherhöfen/Daberg, Lohauserholz, Selmigerheide/Weetfeld, Zechensiedlung, Harringholz, Pelkum Ortskern, Westerheide, Lerche
5. Hamm-Herringen: Westenfeldmark, Ostfeld, Heidhof, Herringen Ortskern, Nordherringen, Herringer Heide, Sandbochum
6. Hamm-Bockum-Hövel: Nordenfeldmark-West, Hövel-Mitte, Hövel-Nord, Hövel-Radbod, Bockum, Barsen, Holsen, Geinegge, Hölter
7. Hamm-Heessen: Nordenfeldmark-Ost, Mattenbecke, Zeche-Sachsen, Heessen-Mitte, Heessen Ortskern, Westhusen, Dasbeck, Frielick

## Religie

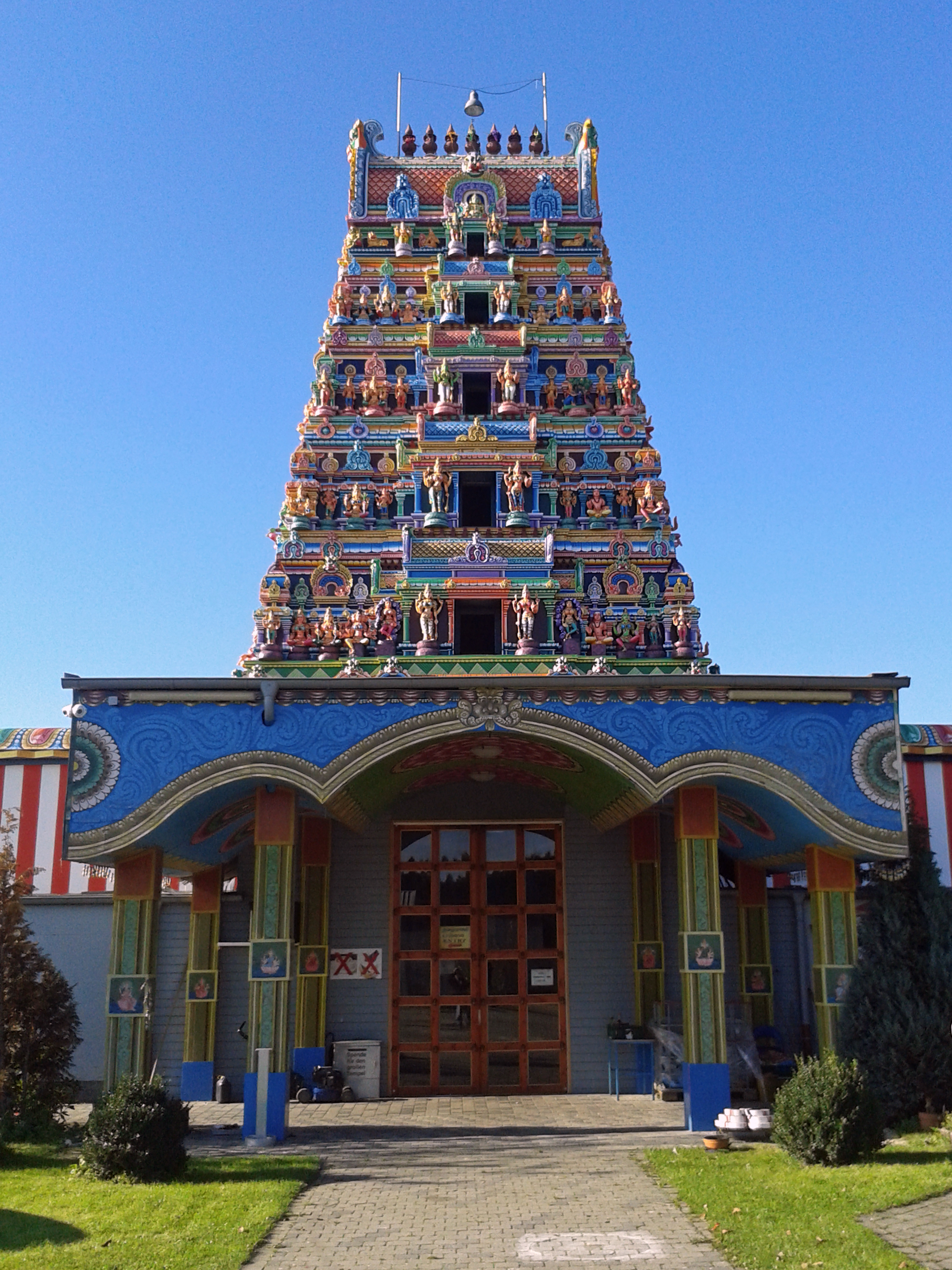
Sri-Kamadchi-Ampal-Tempel in Hamm

In Hamm staat de grootste Mandir in Europa. De Sri-Kamadchi-Ampal-Tempel is gebouwd door donaties van Europese hindoes. Veel bezoekers van deze hindoeïstische tempel zijn Tamils en hebben hun wortels in Sri Lanka.

## Wapen
Het wapen van de stad is hetzelfde als het historische wapen van de graafschap Mark. Blazoenering: In goud een in drie rijen geschakeerde dwarsbalk van rood en zilver.

## Stedenbanden
- Afyonkarahisar (Turkije)
- Bradford (Engeland)
- Chattanooga (Verenigde Staten)
- Kalisz (Polen)
- Mazatlán (Mexico)
- Neufchâteau (Frankrijk)
- Oranienburg (Duitsland)
- Santa Monica (Verenigde Staten)
- Toul (Frankrijk)
- Zoetermeer (Nederland), sinds 1975

## Geboren
- Theodor Wulf (1868-1946), Jezuïetenpater en natuurkundige, ontdekker van de kosmische straling
- Friedrich Hirzebruch (1927-2012), wiskundige
- Horst Hrubesch (1951), voetballer
- Josef Kaczor (1953), voetballer
- Fons Matthias Hickmann (1966), grafisch ontwerper en hoogleraar
- Ogün Temizkanoğlu (1969), Turks voetballer
- Torben Wosik (1973), tafeltennisser
- Sofia Schulte (1976), atlete
- İsmail YK (1978), popmuzikant
- Selma Ergeç (1978), Duits-Turks fotomodel en toneelspeelster
- Mike Hanke (1983), voetballer
- Bahattin Köse (1990), Duits-Turks voetballer
- Kevin Mirocha (1991), Duits-Pools wielrenner
- Fabian Holthaus (1995), voetballer
- Gina Lückenkemper (1996), atlete
- Jan-Niklas Beste (1999), voetballer
- Sjoeke Nüsken (2001), voetbalster
- Kurt Lottner 1899-1957), generaal

## Galerij

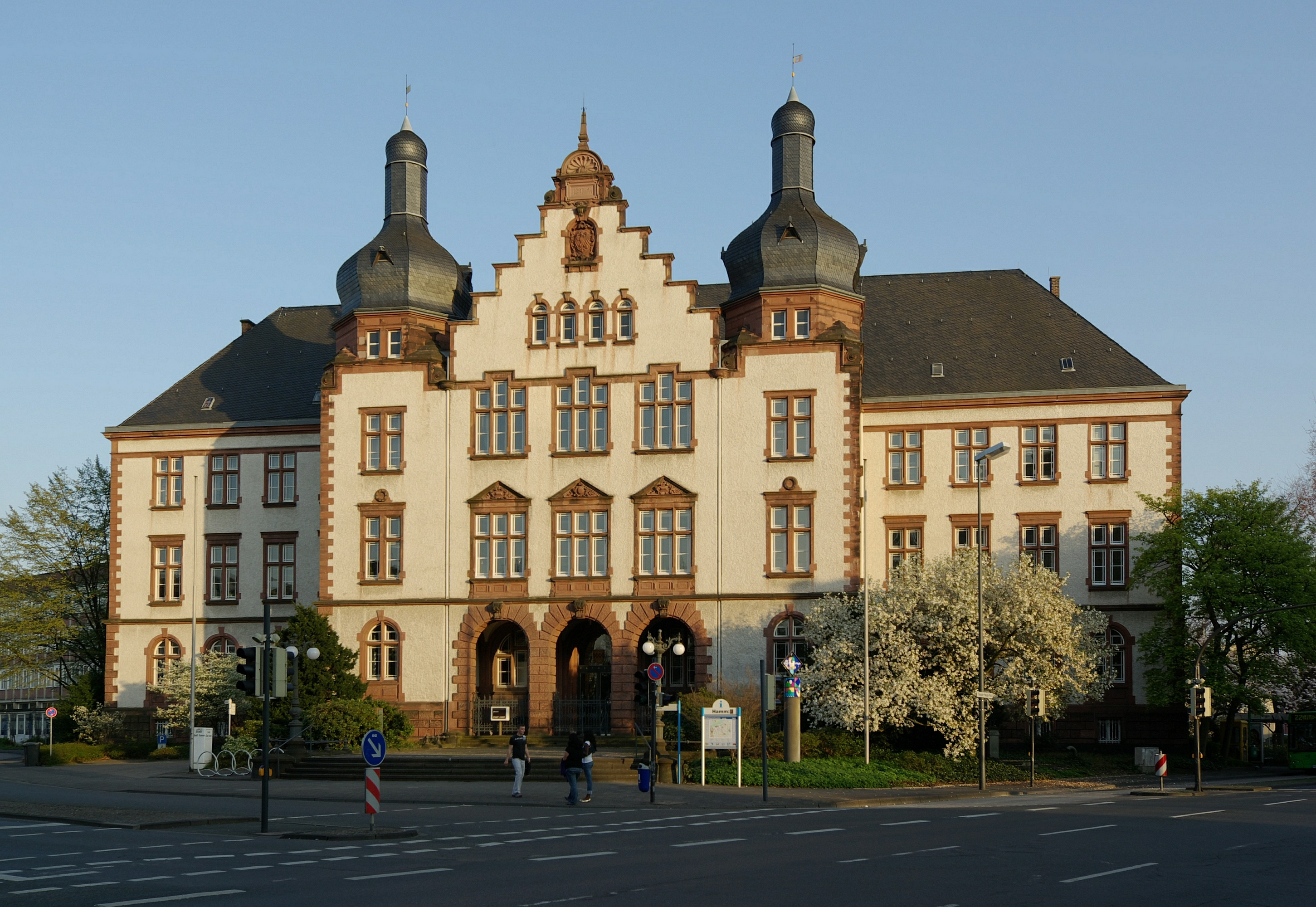
Gemeentehuis van Hamm
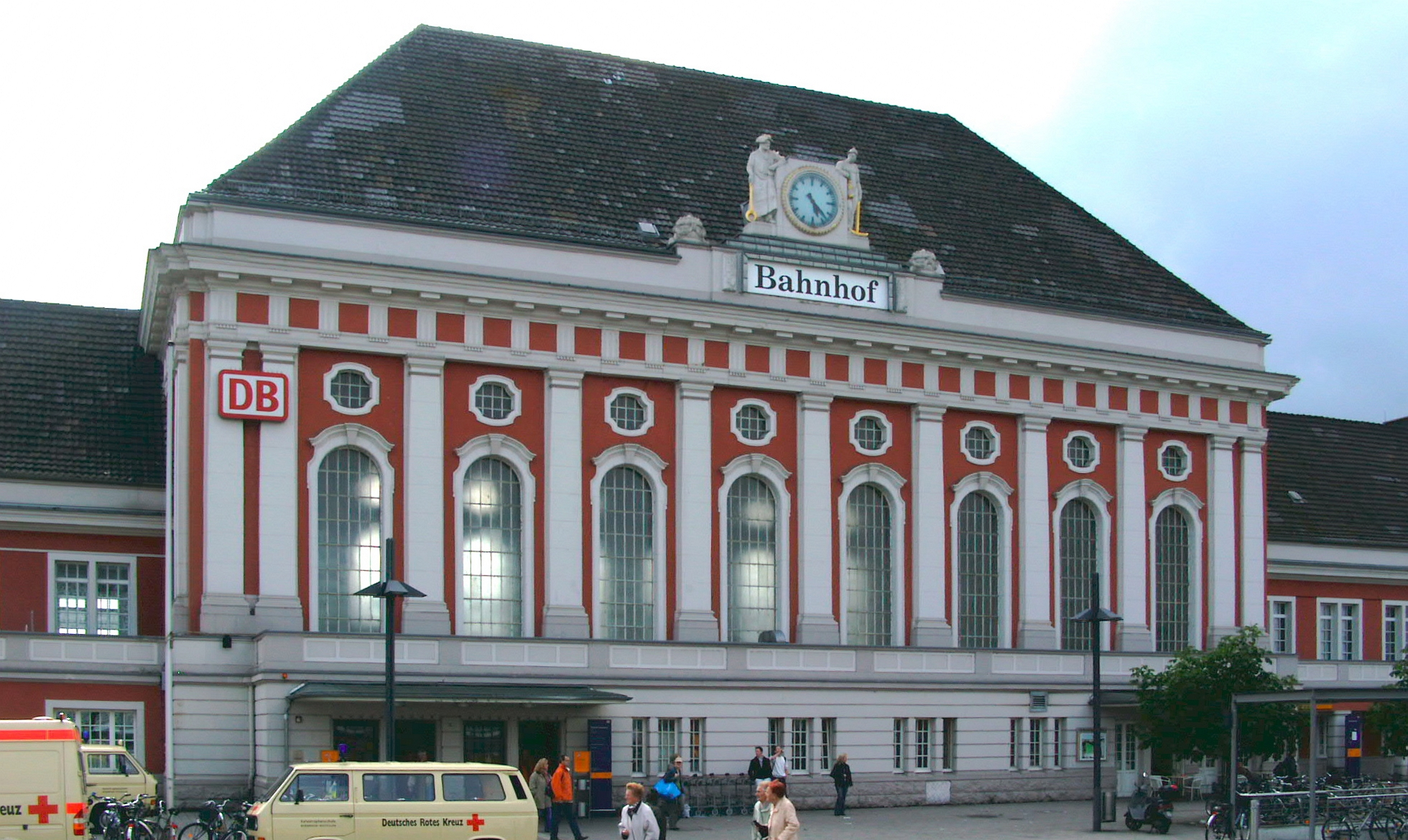
Station van Hamm
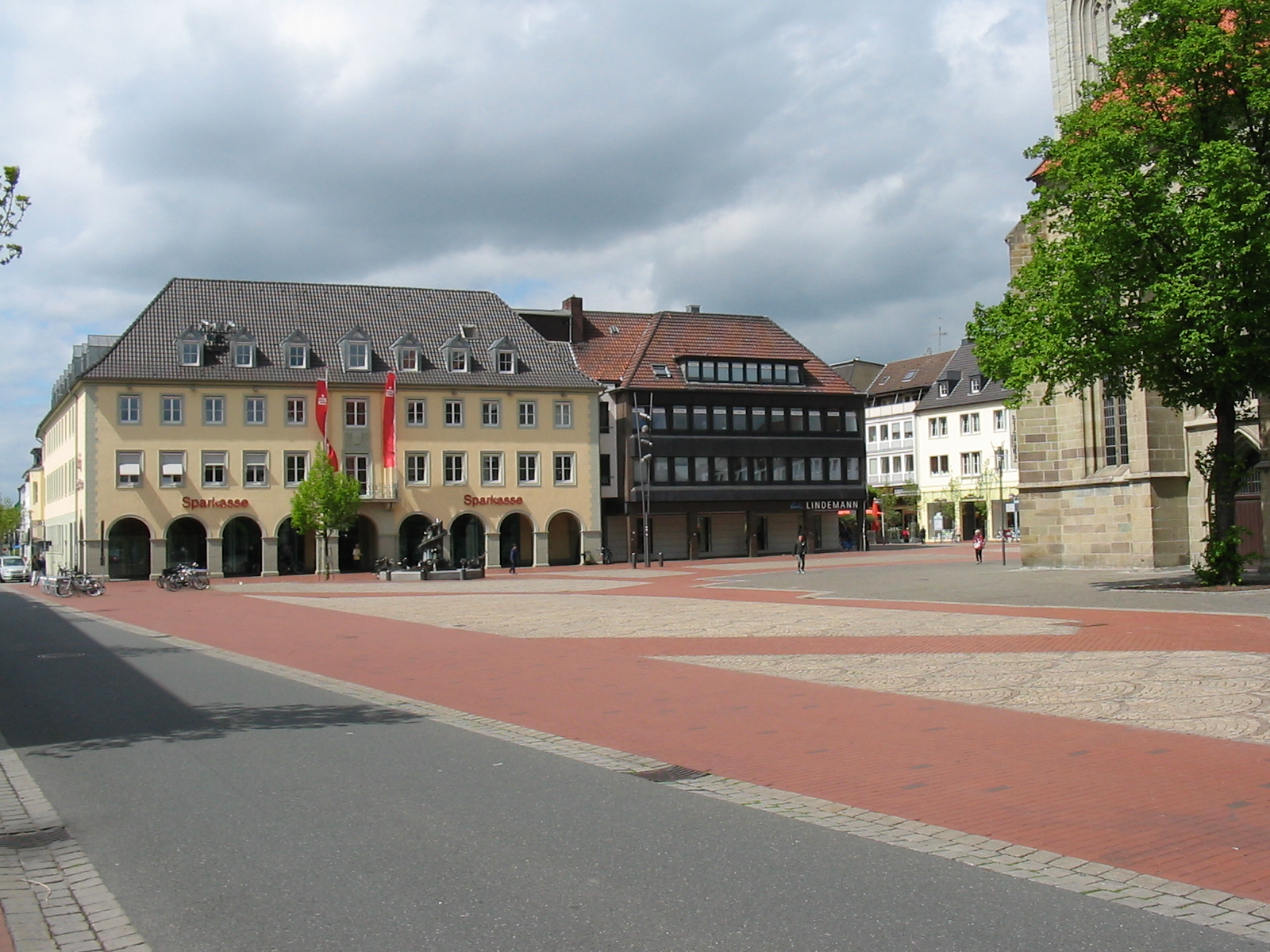
Marktplatz
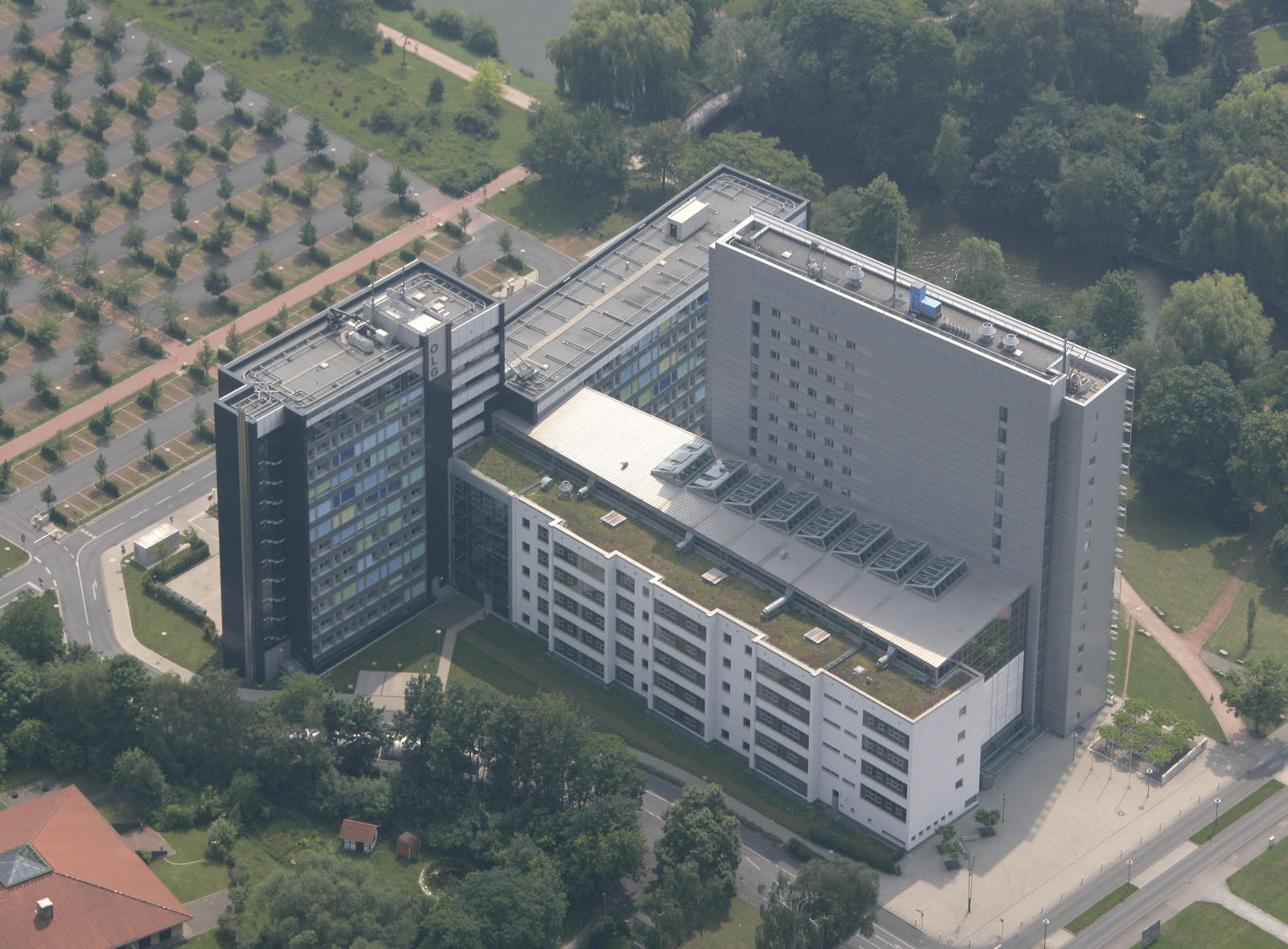
Gerechtsgebouw
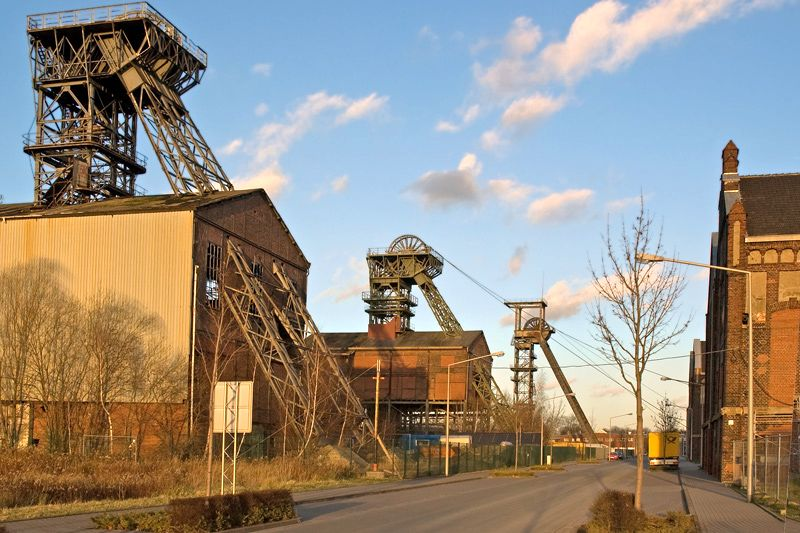
Oude steenkolenmijn Radbod
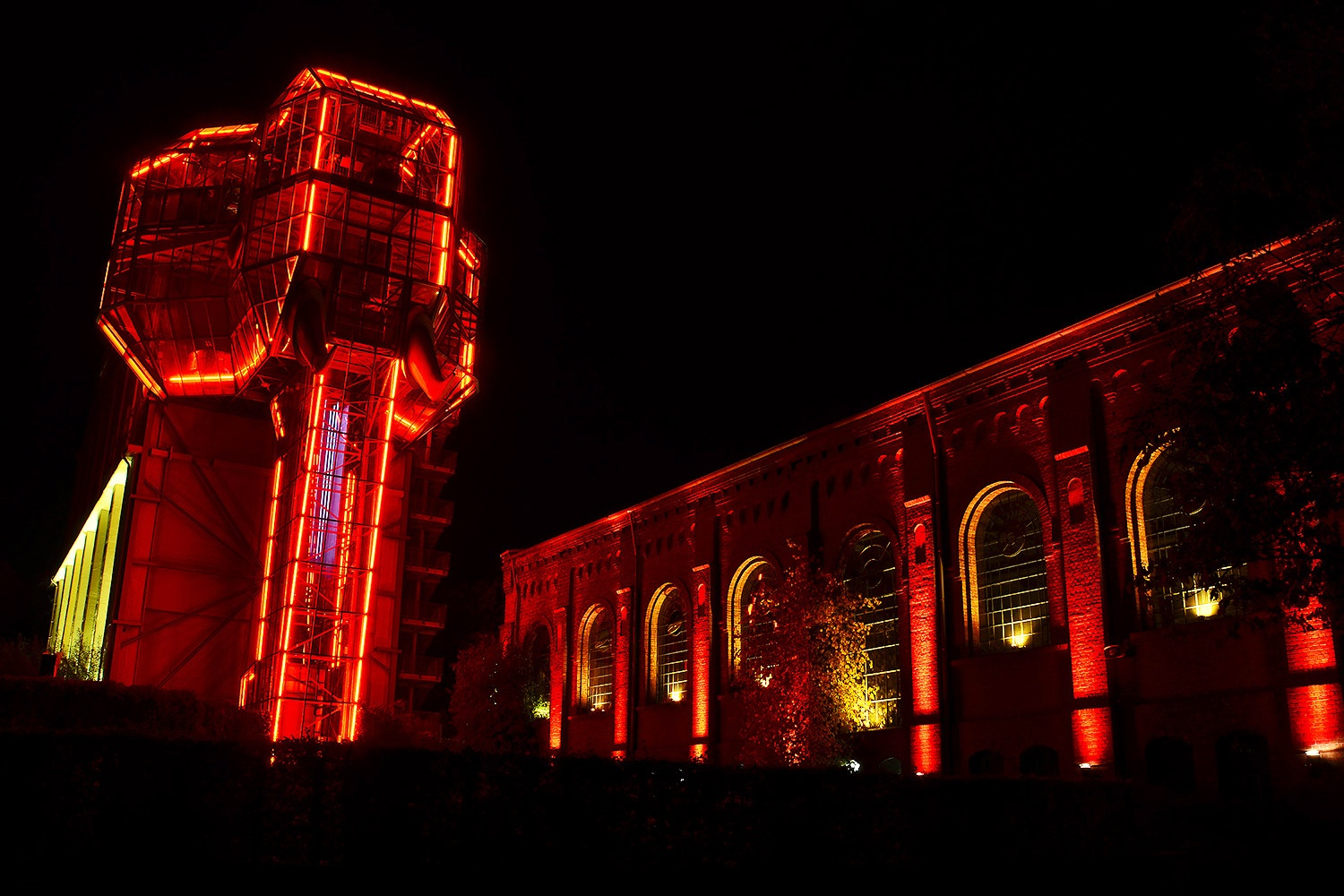
De glazen olifant in het Maximilian-park